# Préstec de Linyola
El Préstec de Linyola és una zona humida de reduïdes dimensions (menys de mitja hectàrea), formada en una zona on s'havia realitzat una petita activitat extractiva (préstec). Aquest espai es troba envoltat de conreus (blat de moro, etc.) i just al costat del Canal del Terraplè, un canal de reg que transcorre enlairat sobre una mota de terres. Probablement les terres del préstec es varen usar per construir aquesta mota. L'espai, de forma triangular i allargassada, està format per una bassa que conserva aigua de forma gairebé permanent.
A la bassa s'hi ha desenvolupat un dens canyissar, amb bogues a la part més interna. Al límit amb el talús de la mota del Canal, coberta de pins, hi creix un canyar. Vora la bassa hi ha també alguns salzes blancs i oms, que no arriben a formar un bosc de ribera diferenciat.
La bassa és freqüentada per alguns ocells característics de zones humides, com les polles d'aigua (Gallinula chloropus) o els collverds, i els canyars de l'entorn són utilitzats com a punt de repòs d'alguna rapinyaire nocturna, que podria nidificar a la zona (cf. Asio otus).